# Rumpfen
Rumpfen ist ein Ortsteil von Mudau im Neckar-Odenwald-Kreis in Baden-Württemberg.

## Geographie
Rumpfen liegt im Odenwald auf etwa 420 m ü. NHN am Oberlauf des Steinbächle. Durch das Dorf führt die Landesstraße 585 von Mudau nach Unterneudorf und weiter nach Buchen im Odenwald. Nördlich von Rumpfen liegt talabwärts das Dorf Steinbach.

## Geschichte
Rumpfen entstand wahrscheinlich schon im 11. Jahrhundert. 1318 kam das Dorf zu Kurmainz. Im Jahre 1803 ging Rumpfen kurzzeitig in das Fürstentum Leiningen und 1806 in das Großherzogtum Baden über. Vom 1. Januar 1936 bis 1945 gehörte Rumpfen zur Gemeinde Steinbach, danach wurde das Dorf wieder selbstständig. Am 1. Januar 1975 wurde Rumpfen schließlich in die Gemeinde Mudau eingegliedert.